# Gare de Saint-Loubès
La gare de Saint-Loubès est une gare ferroviaire française de la ligne de Paris-Austerlitz à Bordeaux-Saint-Jean, située sur le territoire de la commune de Saint-Loubès, dans le département de la Gironde), en région Nouvelle-Aquitaine.
C'est une halte de la Société nationale des chemins de fer français (SNCF), desservie par des trains TER Nouvelle-Aquitaine.

## Situation ferroviaire
La gare de Saint-Loubès est située au point kilométrique (PK) 565,014 de la ligne de Paris-Austerlitz à Bordeaux-Saint-Jean, entre les gares ouvertes de Saint-Sulpice - Izon et de La Gorp. Elle est séparée de cette dernière par la gare aujourd'hui fermée de La Grave-d'Ambarès (Gare supérieure).

## Histoire

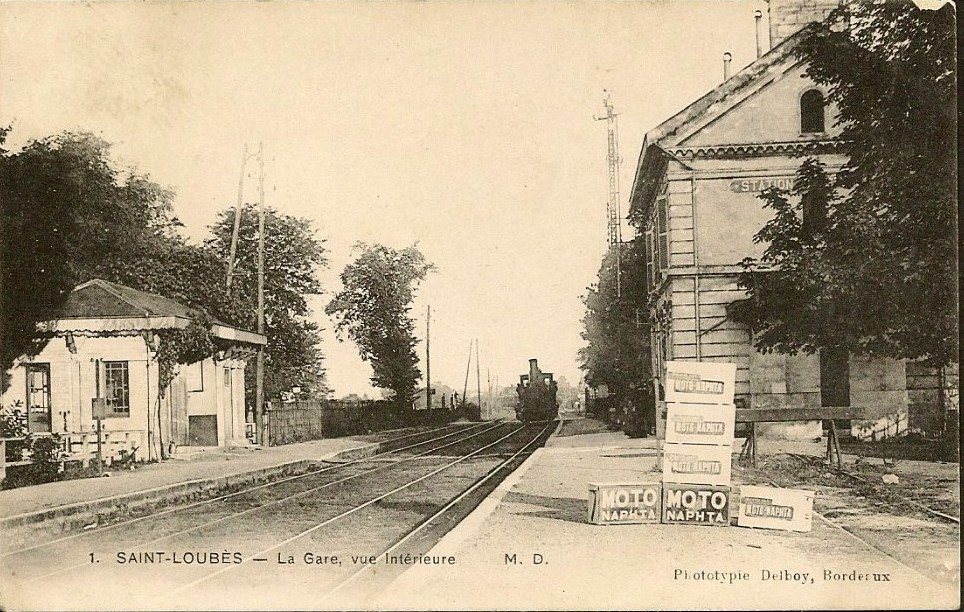
La gare au début du XXe siècle.

## Fréquentation
De 2015 à 2023, selon les estimations de la SNCF, la fréquentation annuelle de la gare s'élève aux nombres indiqués dans le tableau ci-dessous.
| Année           | 2015   | 2016   | 2017   | 2018   | 2019   | 2020   | 2021   | 2022    | 2023    |
| --------------- | ------ | ------ | ------ | ------ | ------ | ------ | ------ | ------- | ------- |
| Voyageurs seuls | 54 107 | 52 897 | 64 620 | 74 088 | 97 492 | 81 190 | 96 221 | 134 418 | 158 784 |

## Service des voyageurs
La gare est desservie par les trains TER Nouvelle-Aquitaine.